# Gouden banaan (vrucht)

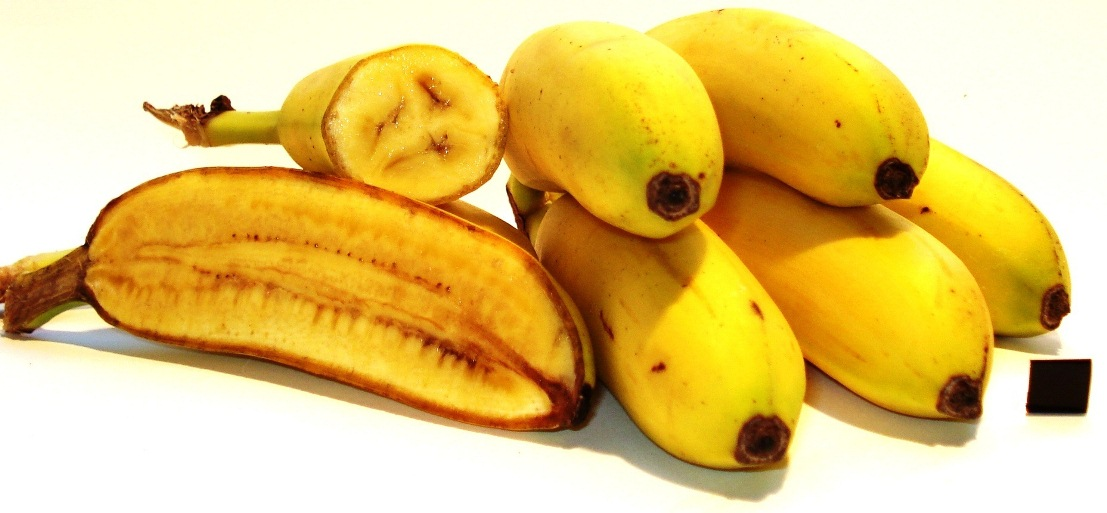
Musa ×paradisiaca 'Pisang Mas'

De gouden banaan is een vrucht afkomstig van een cultivar die tot de sectie Eumusa van het geslacht Musa behoort. Het genoomtype is AA. De officiële rasnaam is 'Sucrier'. Andere synoniemen zijn: 'Pisang Mas' (Maleisië, Indonesië), 'Kluai Khai' (Thailand), 'Amas' (Australië), 'Susyakadali' (India) en 'Honey'. De gouden banaan wordt geteeld in Maleisië, Thailand, India en Australië.

## Beschrijving van de vrucht
Deze banaan is ongeveer 12 cm lang en iets groter dan de appelbanaan, maar kleiner dan de gewone dessertbanaan die ongeveer 20 cm lang is. Het is een goudgele banaan die een aromatische, zoete smaak heeft. Het vruchtvlees is geelroze van kleur.